# Mohammed Dewji
Mohammed "Mo" Gulamabbas Dewji (né le 8 juillet 1975) est un homme d'affaires, milliardaire tanzanien et ancien homme politique. Il est propriétaire de MeTL Group, un conglomérat tanzanien fondé par son père dans les années 1970. Dewji a été membre du Parlement tanzanien pour Chama Cha Mapinduzi (CCM) de 2005 à 2015 pour sa ville natale de Singida. En novembre 2021, Dewji avait une valeur nette estimée à 1,6 milliard de dollars américains, la 17e personne la plus riche d'Afrique et le plus jeune milliardaire. Dewji est le premier Tanzanien à faire la couverture du magazine Forbes, en 2013,,.

## Biographie

### Enfance
Dewji est né le 8 mai 1975 à Ipembe, Singida. Il est le deuxième des six enfants de Gulamabbas Dewji et Zubeda Dewji. Ce sont des chiites dont les ancêtres ont quitté le Gujarat, en Inde, à la fin des années 1800 pour devenir commerçants en Afrique de l'Est. Lorsque Dewji est né, la famille avait encore des moyens modestes ; Dewji est né avec l'aide d'une sage-femme voisine dans une maison construite à partir de sable et de boue. Dewji a attesté qu'il a failli mourir à la naissance parce qu'il avait le cordon ombilical enroulé autour de son cou, une condition connue sous le nom de cordon nucal. Au moment où Dewji a commencé l'école, son père avait transformé une boutique familiale en une entreprise d'import-export florissante.

### Formations
Dewji a fait ses études primaires à Arusha à l'école primaire d'Arusha et a poursuivi ses études secondaires à l'école internationale du Tanganyika (IST) à Dar es Salaam, en Tanzanie.
En 1992, son père l'a inscrit à la Arnold Palmer Golf Academy à Orlando, en Floride, où Dewji a également fréquenté la Trinity Preparatory School pour la 11e année. Dewji a ensuite déménagé pour sa dernière et dernière année de lycée à Saddle Brook High School dans le New Jersey.
Dewji a fréquenté l'Université de Georgetown à Washington, DC, où il a obtenu en 1998 un baccalauréat en commerce international et finance et une mineure en théologie.

### Carrière
Après avoir obtenu son diplôme universitaire, Dewji est rentré chez lui et a pris la direction de Mohammed Enterprises Tanzania Limited (MeTL), une entreprise de négoce de matières premières fondée par son père. À la suite de deux ans de travail avec l'entreprise, il est devenu directeur financier (CFO) chez MeTL. Au début des années 2000, lorsque le gouvernement tanzanien a privatisé les entreprises déficitaires, il les a acquises à peu de frais et les a transformées en centres de profit en réduisant les dépenses de personnel. MeTL Group of Companies est le plus grand conglomérat privé de Tanzanie,.
Dewji est responsable de l'augmentation des revenus de MeTL de 30 millions de dollars à plus de 1,5 milliard de dollars entre 1999 et 2018,. MeTL Group a des investissements dans la fabrication, l'agriculture, le commerce, la finance, la téléphonie mobile, l'assurance, l'immobilier, le transport et la logistique, ainsi que l'alimentation et les boissons. Le groupe exerce ses activités dans 11 pays et emploie plus de 28 000 personnes avec l'objectif de cibler plus de 100 000 personnes d'ici à 2021. Les opérations de MeTL contribuent à environ 3,5 % du PIB de la Tanzanie.
Selon Forbes, Dewji a une valeur nette estimée à 1,9 milliard de dollars américains (2019) et est la 17e personne la plus riche d'Afrique et le plus jeune milliardaire d'Afrique (2018). Il a été le premier Tanzanien à faire la couverture du magazine Forbes, en 2013, et a été présenté à trois reprises. En novembre 2015, Dewji a été reconnu comme la personne africaine de l'année par Forbes. Dans son discours d'acceptation, il a dédié le prix à la jeunesse tanzanienne.

## Politique

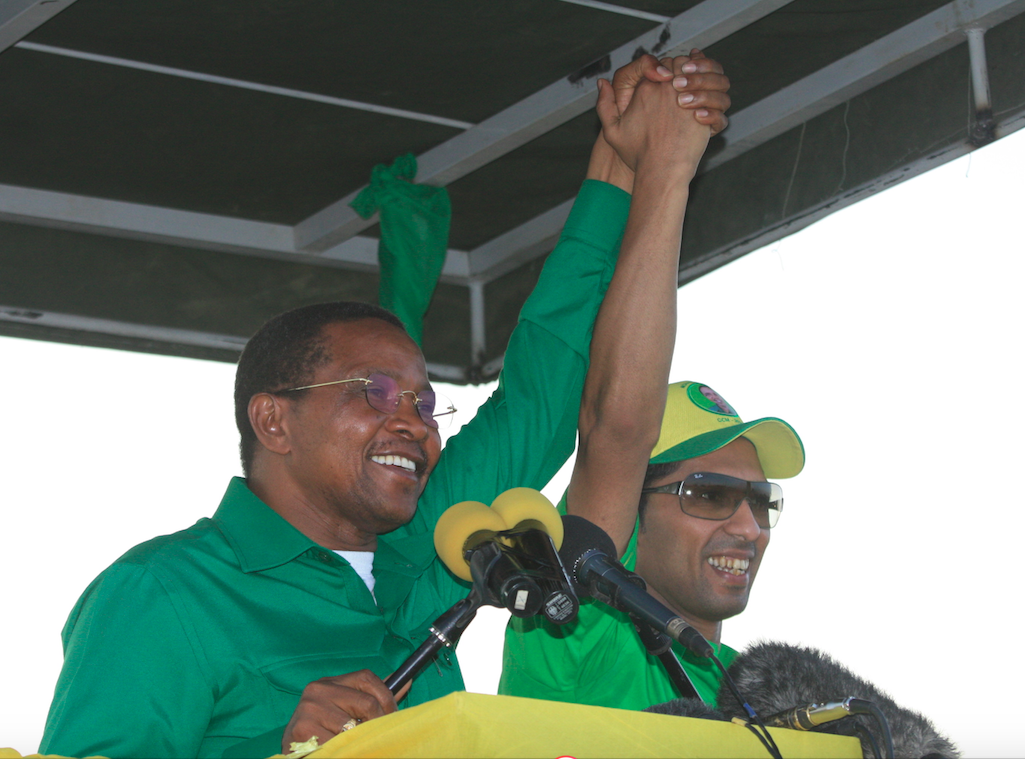
L'ancien président de la Tanzanie, SE Jakaya Kikwete et Mohammed Dewji lors d'un rassemblement politique en 2010.

En 2000, la Tanzanie a accueilli ses deuxièmes élections multipartites où Dewji, à l'âge de 25 ans, a concouru pour devenir député de Singida Urban. Bien qu'il ait remporté les votes préliminaires pour le parti au pouvoir, Chama Cha Mapinduzi (CCM) avec une majorité écrasante, Dewji a été jugé trop jeune pour occuper le siège parlementaire.
La Tanzanie a tenu ses troisièmes élections multipartites en octobre 2005 et Dewji s'est présenté à nouveau au siège parlementaire et a été choisi par le CCM pour se porter candidat à Singida Urban. Aux élections générales, il a gagné avec 90% des voix et a prêté serment en tant que député de la circonscription urbaine de Singida le 29 décembre 2005. Dewji a servi pendant dix ans avant de démissionner de la politique en octobre 2015.

## Philanthropie
Dewji a créé la Fondation Mo Dewji en 2014. Dewji a rejoint le Giving Pledge, un effort pour aider à résoudre les problèmes les plus urgents de la société en invitant les individus et les familles les plus riches du monde à s'engager à donner plus de la moitié de leur richesse à la philanthropie, de leur vivant ou dans leur testament. Dewji est le premier Tanzanien et l'un des trois Africains à s'être engagé dans ce groupe de plus de 150 milliardaires, dont Bill Gates, Warren Buffett, Mark Zuckerberg, Strive Masiyiwa et Patrice Motsepe.

## Honneurs et récompenses
- 2012 : Jeune leader mondial par le Forum économique mondial[17]
- 2014 : 10 hommes les plus puissants d'Afrique, Forbes Magazine
- 2014 : Prix du philanthrope africain de l'année par le magazine African Leadership
- 2014 : Top 100 des jeunes leaders économiques[18]
- 2015 : Prix du philanthrope de l'année pour la région de l'Afrique de l'Est par All Africa Business Leaders Awards (AABLA)
- 2015 : Prix du chef d'entreprise de l'année par African Business Magazine
- 2015 : Personne de l'année 2015 de Forbes Afrique[19]
- 2016 : Choiseul 100 Africa 2016 : Leaders économiques de demain[20]

## Vie privée
En 2001, Dewji a épousé Saira, sa petite amie de lycée avec qui il a trois enfants. Ils résident à Dar es Salaam, en Tanzanie. Dewji est un musulman chiite du Khoja Shia Ithna-Asheri Jamat également connu sous le nom de branche « duodécimains » de l'islam.

### Enlèvement
Vers 5 H 35 le 11 octobre 2018, Dewji a été enlevé par des hommes armés devant l'hôtel Colosseum de Dar es Salaam, où il arrivait pour une séance d'entraînement matinale,,. Les ravisseurs auraient tiré des coups de feu en l'air avant d'enlever Dewji et de partir avec le milliardaire. Malgré la richesse de Dewji, il ne voyageait pas couramment avec un service de sécurité et s'était rendu seul au gymnase du Colisée le matin de l'attaque.
Le 13 octobre, au moins 20 personnes avaient été arrêtées dans le cadre de l'enquête sur la disparition de Dewji. Le 15 octobre, la famille a tenu une conférence de presse, au cours de laquelle elle a offert un milliard de TZS (440 000 USD) en récompense des informations qui conduiraient à son sauvetage.
Vers 2h30 du matin le 20 octobre, Dewji a appelé sa famille, disant qu'il avait été libéré sur le terrain de Gymkhana. À 3 h 15, un tweet a été envoyé sur le compte Twitter du METL par Dewji, reconnaissant son retour et reconnaissant le soutien du peuple tanzanien. Dans une vidéo, le commissaire de police Lazaro Mambosasa a été vu en train de parler à Dewji, qui a reconnu les efforts de la police ; Mambosasa a précisé que Dewji les avait rencontrés chez lui et n'avait pas été secouru par la police. Il a également rapporté que Dewji les avait informés que ses ravisseurs s'exprimaient dans une langue sud-africaine. January Makamba a tweeté qu'il avait rencontré Dewji et avait remarqué des marques de corde sur ses mains et ses jambes. Dans une interview accordée à la BBC en 2019, Dewji a déclaré qu'aucune rançon n'avait été payée. Il pense que les ravisseurs ont abandonné en raison de l'attention médiatique et politique massive.